# Matthias Krizek
Matthias Krizek (Vienna, 29 settembre 1988) è un ex ciclista su strada austriaco, attivo tra gli Elite/Under-23 UCI dal 2008 al 2020. Nel 2011 è stato campione nazionale in linea Elite.

## Palmarès
- 2011 (Marchiol, una vittoria)

Campionati austriaci, Prova in linea
- 2012 (Marchiol, due vittorie)

1ª tappa Girobio (Monte Urano > Tortoreto Lido)
Piccolo Giro dell'Emilia
- 2017 (Tirol Cycling Team, una vittoria)

5ª tappa Flèche du Sud (Esch-sur-Alzette > Esch-sur-Alzette)
- 2019 (Team Felbermayr Simplon Wels, una vittoria)

Classifica generale Rhône-Alpes Isère Tour

### Altri successi
- 2014 (Cannondale)

Classifica sprint Tour de Pologne
- 2018 (Team Felbermayr Simplon Wels)

Classifica scalatori À Travers les Hauts-de-France
- 2019 (Team Felbermayr Simplon Wels)

Classifica sprint intermedi Tour of the Alps
Classifica scalatori Rhône-Alpes Isère Tour

## Piazzamenti

### Grandi Giri
- Vuelta a España

2014: 125º

### Classiche monumento
- Parigi-Roubaix

2014: 87º

### Competizioni mondiali
- Campionati del mondo su strada

Mendrisio 2009 - Cronometro Under-23: 60º
Melbourne 2010 - In linea Under-23: 82º
Innsbruck 2018 - Cronosquadre: 16º

### Competizioni europee
- Campionati europei su strada

Glasgow 2018 - In linea Elite: 28º
Alkmaar 2019 - In linea Elite: ritirato